# Добринь (річка)
Добринь — невелика річка в Україні, в межах Кременецького району Тернопільської області. Права притока Горині (басейн Прип'яті).

## Опис
Довжина річки близько 9,95 км, найкоротша відстань між витоком і гирлом — 7,50  км, коефіцієнт звивистості річки — 1,33 . Формується притокою Гніздичною, багатьма безіменними струмками та загатами. Схили пологі. Живлення джерельне. Замерзає в грудні, скресає наприкінці березня. Використовується для господарських потреб.

## Розташування
Річка бере початок із джерел у селі Башуки. Тече переважно на північний схід через село Старий Олексинець і у селі Устечко впадає у річку Горинь, праву притоку Прип'яті.

## Цікавий факт
У XIX столітті на річці існувало декілька водяних млинів.